# Juan Celaya
Juan Manuel Celaya Hernández (Monterrey, 1 de setembro de 1998) é um saltador mexicano, medalhista olímpico.

## Carreira
Celaya queria ser biólogo marinha, mas optou pela engenharia civil após receber uma oferta de bolsa de estudos da Universidade do Estado da Luisiana.
Quando era criança, seus pais o levaram para a Ciudad Deportiva de Monterrey para começar a mergulhar. Sua primeira competição internacional foi o Campeonato Pan-Americano Júnior de Calgary de 2009, onde conquistou três medalhas de ouro. Celaya começou a competir no salto sincronizado com Yahel Castillo, medalhista olímpico, começando nos Jogos Pan-Americanos de 2019. Em 2020 conquistou junto com ele o Prêmio Nacional do Esporte de seu país.
Fez parte da delegação mexicana nas Olimpíadas de Tóquio em 2020. Na prova masculina de trampolim sincronizado de 3 m, obteve o 4º lugar junto com Castillo. Quatro anos depois participou dos Jogos Olímpicos de Verão de 2024, onde conquistou, junto com Osmar Olvera, a medalha de prata na prova masculina sincronizada no trampolim de três metros.